# Temàukel
Temàukel, també conegut com Timàukel, és el déu suprem del panteó selknam i haush.
Alguns selknam que van tenir prou contacte amb els europeus consideraven a Temàukel l'equivalent al déu del cristianisme. Entre totes les deïtats selknam, Temàukel es considera únic, ja que les altres deïtats s'identifiquen com a avantpassats mitològics.

## Etimologia
La paraula «Temáukel» té la característica d'un nom propi. El seu origen era desconegut pels mateixos selknam. Segons Martin Gusinde, ningú no va ser capaç de donar-li un significat especial per ser, precisament, un nom propi.

## Mitologia
Temáukel és un déu primigeni, per tant, sempre ha existit. Habita a la Cúpula Celeste, al Cel Est (o Wintek), i mai ha estat a la Terra.
D'acord amb el mite, Temàukel és el creador de la Cúpula Celeste i la Terra primitiva. A aquesta va enviar Kenos amb la missió de donar-li forma i crear a la humanitat.

## Atributs
Temàukel es considera déu únic (existeixen altres éssers divins, però Temàukel es troba per sobre dels altres), identificant una religió henoteista.A diferència de les religions abrahàmiques, Temàukel no és un déu personal; se'l descriu com un ésser incorpori allunyat del món terrenal, aliè a sentiments i desitjos humans. Com a ésser suprem, se li descriuen característiques d'infinitud, considerant-se que sempre ha existit i sempre existirà. Temàukel habita al cel (Wintek) i compta amb intermediaris (àngels) que envia per als seus propòsits; per exemple Kénos va ser portat a una Terra primitiva per organitzar-la i crear el món actual. Temàukel és estricte amb els seus manaments, d'acord amb les creences selknam; el no compliment dels mandats lliurats a través de Kénos suposaven un càstig als que desobeïen, enviant mort i malalties.

## Culte
Temàukel, déu suprem del panteó selknam, era un ésser respectat i temut, però no era malvat, sinó sever. Els selknam poques vegades pronunciaven el seu nom i, mai era usat en circumstàncies trivials. A causa d'aquest temor que els selknam tenien el seu déu, s'hi referien mitjançant l'ús de circumloquis. Les formes habituals de referir-s'hi eren «so'onh haskán» (habitant del cel), «aiyemok so'onh haskán» (aquell que habita al cel) i «so'onh kas pemer» (aquell que és al cel ).
Els selknam no tenien oracions pròpiament tals, però les dones solien parlar-li al seu déu suprem quan els seus fills estaven greument malalts, per demanar-li que no morís injustificadament. D'altra banda, es coneixen dos tipus d'ofrenes que els selknam feien a Temàukel. El primer era llançar fora dels seus habitatges un tros de carn quan menjaven de nit, que l'oferien al déu. El segon consistia en un tros de carbó ardent que les dones llançaven fora de les cabanyes, especialment al matí.